# Biblioteka Matematyczna
Biblioteka Matematyczna – seria wydawnicza Państwowego Wydawnictwa Naukowego obejmująca 75 podręczników akademickich z różnych dziedzin matematyki. Nowe tomy publikowano w latach 1953–1993, ale część dzieł później wznawiano bez wiązania z tym cyklem.

## Tytuły
Numeracja jest zgodna z tą w serii. Podane daty dotyczą przykładowych wydań, niekoniecznie pierwszych ani ostatnich. Informacje o tych dziełach są dostępne w katalogu polskiej Biblioteki Narodowej.
1. Andrzej Mostowski, Marceli Stark, Algebra wyższa, cz. 1, 1953.
2. Franciszek Leja, Rachunek różniczkowy i całkowy ze wstępem do równań różniczkowych, 1954, 1959, 1963, 1965, 1967, 1971.
  - 2008: XVII wydanie, ISBN 978-83-0115479-0.
3. Andrzej Mostowski, Marceli Stark, Algebra wyższa, cz. 2, 1954.
4. Andrzej Mostowski, Marceli Stark, Algebra wyższa, cz. 3, 1954, 1966, 1967.
5. Mieczysław Biernacki, Geometria różniczkowa, cz. 1, 1954.
6. Edward Otto, Geometria wykreślna, 1954, 1961, 1963, 1966.
7. Wacław Sierpiński, Arytmetyka teoretyczna, 1959.
8. Mieczysław Biernacki, Geometria różniczkowa, cz. 2, 1955.
9. Kazimierz Kuratowski, Wstęp do teorii mnogości i topologii, 1955, 1962, 1965, 1966, 1972, 1973, 1975, 1977, 1980.
  - 2004: IX wydanie, ISBN 83-0114215-4
10. Karol Borsuk, Wanda Szmielew, Podstawy geometrii, 1955, 1970, 1975.
11. Stanisław Gołąb, Rachunek tensorowy, 1956.
12. Józef Łukaszewicz, Mieczysław Warmus, Metody numeryczne i graficzne, 1956.
13. Stefan Banach, Mechanika, 1956.
14. Franciszek Leja, Teoria funkcji analitycznych, 1957.
15. Mirosław Krzyżański, Równania różniczkowe cząstkowe rzędu drugiego, cz. 1, 1957.
16. Andrzej Mostowski, Marceli Stark, Elementy algebry wyższej, 1974.
17. Marceli Stark, Geometria analityczna z wstępem do geometrii wielowymiarowej, 1970, 1972, 1974.
18. Marek Fisz, Rachunek prawdopodobieństwa i statystyka matematyczna, 1954, 1958, 1967, 1969.
19. Andrzej Mostowski, Marceli Stark, Algebra liniowa, 1958.
20. Andrzej Grzegorczyk, Zarys logiki matematycznej, 1961, 1969, 1973, 1975, 1981, 1984, ISBN 83-0103296-0.
21. Mirosław Krzyżański, Równania różniczkowe cząstkowe rzędu drugiego, cz. 2.
22. Kazimierz Kuratowski, Rachunek różniczkowy i całkowy. Funkcje jednej zmiennej, 1973, 1977.
  - 2008: XI wydanie, ISBN 978-83-0115630-5.
23. Karol Borsuk, Geometria analityczna wielowymiarowa, 1964.
24. Edward Otto, Nomografia, 1964.
25. Ryszard Engelking, Zarys topologii ogólnej, 1968.
26. Abraham Goetz, Geometria różniczkowa, 1965.
27. Stefan Zubrzycki, Rachunek prawdopodobieństwa i statystyka matematyczna, 1966.
28. Roman Sikorski, Rachunek różniczkowy i całkowy. Funkcje wielu zmiennych, 1972.
29. Franciszek Leja, Funkcje zespolone, 1971.
30. Helena Rasiowa, Wstęp do matematyki współczesnej, 1975.
  - 2004: XIV wydanie, ISBN 978-83-0114294-0.
31. Jerzy Browkin, Wybrane zagadnienia algebry, 1970.
32. Wiesław Żelazko, Algebry Banacha, 1968.
33. Stanisław Hartman, Wstęp do analizy harmonicznej, 1969.
34. Stanisław Balcerzyk, Wstęp do algebry homologicznej, 1972.
35. Włodzimierz Mlak, Wstęp do teorii przestrzeni Hilberta, 1972.
36. Witold Kołodziej, Wybrane rozdziały analizy matematycznej, 1970.
37. Tadeusz Traczyk, Wstęp do teorii algebry Boole’a, 1970.
38. Krzysztof Maurin, Analiza, cz. 1. Elementy, 1971.
39. Andrzej Grzegorczyk, Zarys arytmetyki teoretycznej, 1971.
40. Andrzej Białynicki-Birula, Algebra, 1976.
  - 2014: IV wydanie, ISBN 978-83-0115817-0.
41. Krzysztof Maurin, Analiza, cz. 2. Wstęp do analizy globalnej, 1971.
42. Roman Sikorski, Wstęp do geometrii różniczkowej, 1972.
43. Hanna Marcinkowska, Wstęp do teorii równań różniczkowych cząstkowych, 1986, ISBN 83-0106840-X.
44. Zofia Szmydt, Transformacja Fouriera i równania różniczkowe liniowe, 1972.
45. Zbigniew Semadeni, Antoni Wiweger, Wstęp do teorii kategorii i funktorów, 1972.
46. Stanisław Łojasiewicz, Wstęp do teorii funkcji rzeczywistych, 1976.
47. Ryszard Engelking, Topologia ogólna, 1975.
48. Andrzej Białynicki-Birula, Algebra liniowa z geometrią, 1974.
49. Jerzy Browkin, Teoria ciał, 1978.
50. Władysław Narkiewicz, Teoria liczb, 1977.
51. Ryszard Engelking, Teoria wymiaru, 1981, ISBN 83-0102801-7.
52. Antoni Wawrzyńczyk, Współczesna teoria funkcji specjalnych. Wstęp do analizy harmonicznej na przestrzeniach jednorodnych, 1978.
53. Karol Sieklucki, Geometria i topologia, cz. 1, 1979, ISBN 83-0101370-2.
54. Ryszard Engelking, Karol Sieklucki, Geometria i topologia, cz. 2, 1980, ISBN 83-0101371-0.
55. Wanda Szmielew, Od geometrii afinicznej do euklidesowej. Rozważania nad aksjomatyką, 1981, ISBN 83-0101374-5.
56. Wiesław Szlenk, Wstęp do teorii gładkich układów dynamicznych, 1982, ISBN 83-0101375-3.
57. Marek Kordos, Podstawy geometrii rzutowej i rzutowo-metrycznej, 1984, ISBN 83-0104926-X.
58. Stanisław Balcerzyk, Tadeusz Józefiak, Pierścienie przemienne, 1985, ISBN 83-0104874-3.
59. Witold Lipski, Wiktor Marek, Analiza kombinatoryczna, 1986, ISBN 83-0104972-3.
60. Wojciech Wojtyński, Grupy i algebry Liego, 1986, ISBN 83-0104934-0.
61. Roman Duda, Wprowadzenie do topologii, 1986, ISBN 83-0105714-9.
62. Ryszard Engelking, Karol Sieklucki, Wstęp do topologii, 1986, ISBN 83-0106112-X.
63. Andrzej Białynicki-Birula, Zarys algebry, 1987, ISBN 83-0106260-6.
64. Jacek Gancarzewicz, Geometria różniczkowa, 1987, ISBN 83-0106304-1.
65. Maria Moszyńska, Joanna Święcicka, Geometria z algebra liniową, 1987, ISBN 83-0106544-3.
66. Andrzej Pelczar, Jacek Szarski, Wstęp do teorii równań różniczkowych, cz. 1. Wstęp do teorii równań zwyczajnych i równań cząstkowych rzędu 1, 1987, ISBN 83-0106891-4.
67. Andrzej Pelczar, Jacek Szarski, Wstęp do teorii równań różniczkowych, cz. 2. Elementy jakościowej teorii równań różniczkowych, 1989, ISBN 83-0108761-7.
68. Stanisław Łojasiewicz, Wstęp do geometrii analitycznej zespolonej, 1988, ISBN 83-0107464-7.
69. Krzysztof Maurin, Analiza, cz. 1. Elementy.
  - 2010: VI wydanie, ISBN 978-83-0116229-0.
70. Krzysztof Maurin, Analiza, cz. 2. Ogólne struktury, funkcje algebraiczne, całkowanie, analiza tensorowa.
  - 2010: III wydanie, ISBN 978-83-0116230-6.
71. Krzysztof Maurin, Analiza, cz. 3. Analiza zespolona, dystrybucje, analiza harmoniczna.
  - 2010: II wydanie, ISBN 978-83-0116231-3.
72. Ryszard Zieliński, Siedem wykładów wprowadzających do statystyki matematycznej, 1990.
73. Jerzy Zabczyk, Zarys matematycznej teorii sterowania, 1991, ISBN 83-0110499-6.
74. Ryszard Frankiewicz, Paweł Zbierski, Granice i luki, 1992, ISBN 83-0110658-1.
75. Hanna Marcinkowska, Dystrybucje, przestrzenie Sobolewa, równania różniczkowe, 1993, ISBN 83-0110864-9.